# Festival di Castrocaro 2018
La sessantunesima edizione del Festival di Castrocaro si è svolta a Castrocaro Terme e Terra del Sole il 29 luglio 2018, presentata da Massimiliano Ossini e Daniela Ferolla con la partecipazione di Marco Marzocca e Stefano Sarcinelli. La serata è stata trasmessa in televisione in differita il 10 agosto 2018 in seconda serata su Rai 1.
I dieci cantanti partecipanti, accompagnati da un'orchestra diretta dal maestro Stefano Palatresi, hanno gareggiato nella prima fase eliminatoria eseguendo delle cover di celebri cantanti italiani; di loro, solo i cinque finalisti hanno poi eseguito un brano inedito ciascuno.
L'edizione è stata vinta da Maria con il brano Posologia vincente,scritto da Chiara Nikita Masini, Valentina Borchi, Giulio Iozzi ed Alessandro Secci.
Il Premio Siae per il miglior testo inedito è andato al brano inevitabile, di Stefano La Mendola, Chiara Nikita Masini e Orazio Fontes.

## Cantanti
- Vincitore

- Eliminato nella prima fase (sfida a due)

- Eliminato nella seconda fase

| Sfida | Ordine di uscita  | Artista                 | Cover                         | Brano inedito      |
| ----- | ----------------- | ----------------------- | ----------------------------- | ------------------ |
| 1     | 1                 | Nicola Malpensi         | Baila (feat Irene Fornaciari) | -                  |
| 2     | Orazio Cannizzaro | Un amore così grande    | Io per te                     |                    |
| 2     | 3                 | Rossella Longo          | Dimmi come...                 | #amoresocialclub   |
| 4     | Valentina Colonna | Oggi sono io            | -                             |                    |
| 3     | 5                 | Giuseppe Leone          | Adesso tu                     | -                  |
| 6     | Aurora Tetto      | Sei nell'anima          | Le mie ali                    |                    |
| 4     | 7                 | Luana Frazzita          | Gente come noi                | Illesi             |
| 8     | Daniele Barsotti  | Cinque giorni           | Inevitabile                   |                    |
| 5     | 9                 | Maria                   | Non sono una signora          | Posologia vincente |
| 10    | Debora Tresanini  | Almeno tu nell'universo | -                             |                    |

## Giuria
- Alessandra Drusian
- Gatto Panceri
- Katia Ricciarelli (presidente di giuria)
- Fio Zanotti

## Ospiti
- Jalisse

## Ascolti
| Messa in onda  | Telespettatori | Share  |
| -------------- | -------------- | ------ |
| 10 agosto 2018 | 793.000        | 10,06% |